# Однажды в Версале
«Однажды в Версале» (фр. Bancs publics [Versailles Rive-Droite]) — кинокомедия режиссёра Брюно Подалидеса.

## Сюжет
Однажды утром, в Версале, секретарша Люси, отвлёкшись от раскладывания пасьянса и чтения шуток в Интернете, замечает плакат «Мужчина одинок» на фасаде противоположного здания. Что это значит? Кто этот человек напротив? Это крик о помощи или злая шутка?

## В ролях
- Флоранс Мюллер — Люси, секретарь
- Дени Подалидес — Эм Мермо
- Пьер Ардити — Месье Борелли
- Ипполит Жирардо — мужчина первого кадра
- Жозиан Баласко — Соланж Ренивей
- Тьерри Лермитт — Врач
- Мишель Вюйермо — мужчина второго кадра
- Дидье Бурдон — капитан
- Шанталь Лоби — Паскаль
- Кьяра Мастроянни — мать Марианны
- Клод Риш — игрок в короткие нарды
- Мишель Омон — игрок в короткие нарды
- Оливье Гурме — Морис Бежар
- Николь Гарсиа — женщина с радио
- Винсент Эльба — продавец
- Катрин Денёв — клиентка в отделе шкафов
- Эли Семун — ухажёр
- Матье Амальрик — отец с коляской
- Эммануэль Дево — мать Артура
- Бернар Кампан — недоверчивый сосед
- Жюли Депардьё — жена недоверчивого соседа
- Амира Казар — клиентка в отделе наконечников
- Самир Гесми — Ромэн
- Агат Натансон — соседка
- Бенуа Пульворд — клиент в отделе вешалок
- Бруно Соло — клиент в отделе шурупов
- Мишель Лонсдаль — клиент в отделе ковров
- Брюно Подалидес — Бретелль, хозяин магазина
- Ридан — певец в метро
- Эрик Элмоснино — соня
- Филипп Юшан — клиент в отделе свёрл
- Гилен Лонде — клиентка в отделе обоев

## Съёмочная группа
- Режиссёр: Бруно Подалиде
- Сценарий: Бруно Подалиде
- Оператор: Yves Cape
- Монтажёр: Jean-Denis Buré, Emmanuelle Castro
- Композитор: David Lafore, Ezéchiel Pailhès
- Художник: Marie Cheminal

## Дополнительные факты
Катрин Денёв и Кьяра Мастроянни являются матерью и дочерью, а Бруно Подалиде и Дени Подалиде — родные братья